# Timo Juhani Grönlund
Timo Juhani Grönlund (* 3. Juli 1987 in Kitee, Finnland) ist ein bolivianischer Skilangläufer finnischer Abstammung.

## Karriere
Grönlund gab sein internationales Renndebüt am 25. November 2017 bei einem FIS-Rennen in Kontiolahti. Drei Monate später nahm er erstmals an Olympischen Winterspielen teil. In Pyeongchang belegte er über 15 km Freistil den 101. Platz.
Im darauffolgenden Jahr nahm er zum ersten Mal an Nordischen Skiweltmeisterschaften teil. Bei den Wettkämpfen in Seefeld belegte er den 125. Platz im Sprint.
Sein bestes Ergebnis bei einem internationalen Großereignis erzielte er bei den Olympischen Winterspielen 2022 in Peking mit Rang 89 über 15 km Freistil.

## Privates
Grönlund ist seit 2011 mit einer Bolivianerin verheiratet, seit 2014 lebt er in Bolivien.

## Erfolge

### Olympische Winterspiele
- Pyeongchang 2018: 101. 15. km Freistil
- Peking 2022: 89. 15 km Freistil

### Weltmeisterschaften
- Seefeld 2019: 125. Sprint Freistil, DNQ 15 km klassisch
- Oberstdorf 2021: 116. 15 km Freistil, 125. Sprint klassisch
- Planica 2023: 105. 15 km Freistil, 106. Sprint klassisch
- Trondheim 2025: 117. 10 km klassisch, 140. Sprint Freistil.